# Андрейкевич (Гинтовт-Андрейкевич), Ян Андрей
Ян Андрей Андрейкевич (Гинтовт-Андрейкевич) (1609, Ошмянский повет, Виленское воеводство — 4 октября 1673) — католический религиозный деятель, педагог, писатель.

## Биография
Из рода герба Побог. В 1628 году вступил в Общество Иисуса. Учился в Виленской академии. Префект библиотеки Полоцкого иезуитского коллегиума (1631—1633), проповедник в Варшаве. Исповедник подканцлера литовского Казимира Сапеги в его военных походах (1653—1654). В 1670—1673 ректор Несвижского иезуитского коллегиума.

## Творчество
Автор «Мемориала бессмертной памяти» («Memoriał nieśmiertelnej pamięci», Вильно, 1667), где дал сведения о жизни Казимира Сапеги, поместил портреты и гербы представителей семьи Сапег. Пользовался популярностью его богословский трактат «Горчичное зерно горького страдания счастливого Спасителя» («Ziarno gorczyczne gorzkiej męki najłodszego Zbawiciela», Вильно, 1673), рассказывающий о евангельской притче о зерне горчичном. Трактат неоднократно переиздавался (Вильно, 1688, 1757; Замосць, 1701; Калиш, 1746, 1756; Краков, 1881), переведен на немецкий язык в 1719.